# 수도권 전철 5호선

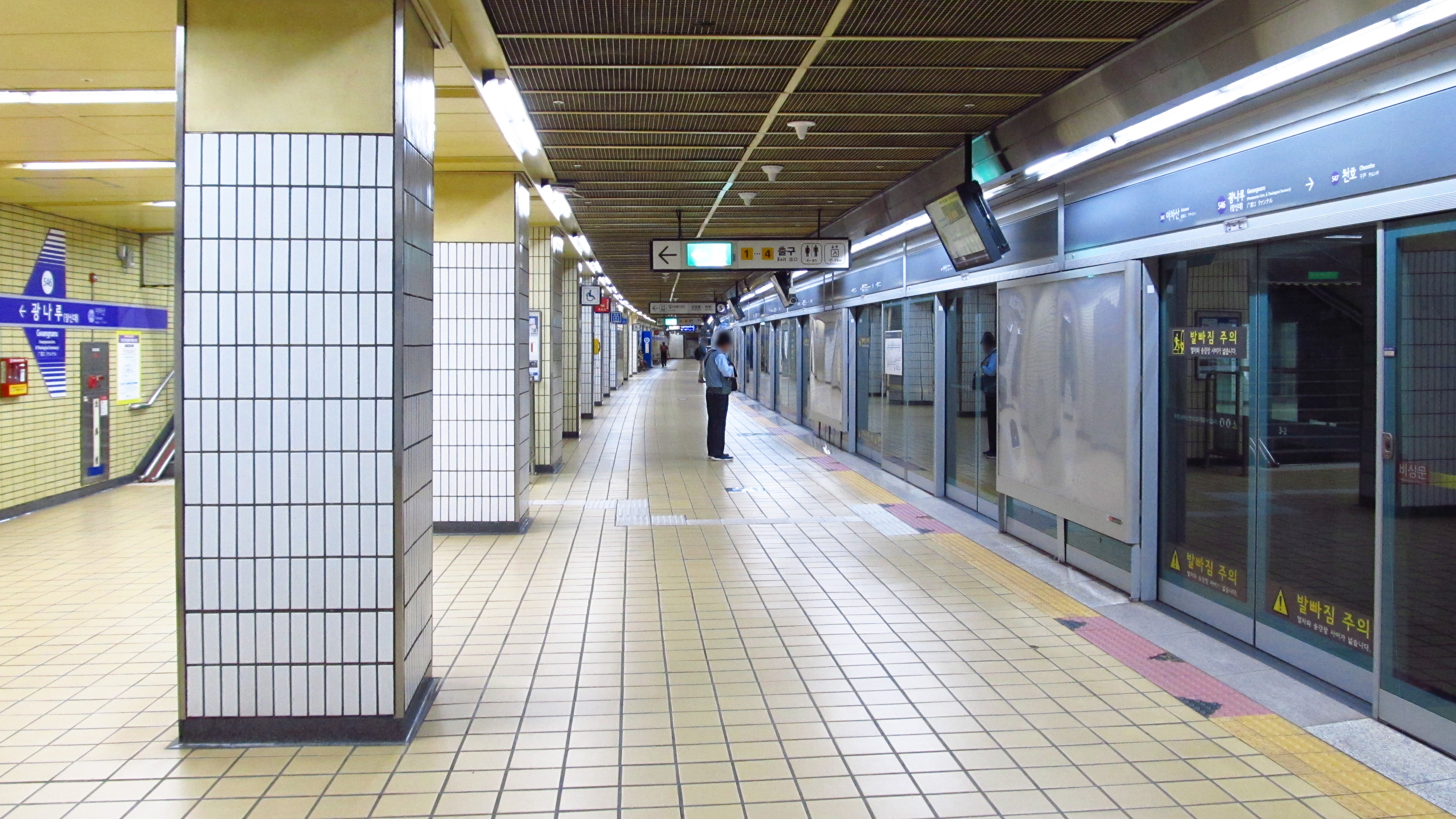
수도권 전철 5호선의 광나루역.

수도권 전철 5호선(首都圈 電鐵 五號線)은 서울특별시 강서구에 있는 방화역하고 경기도 하남시에 있는 하남검단산역 및 서울특별시 송파구에 있는 마천역을 잇는 수도권 전철의 운행 계통이다. 노선색은 ●보라색이며, 통행 방향은 어디서든 우측 통행이다. 전 구간을 서울교통공사에서 운영하고 있다. 모든 구간이 지하이며, 모든 역에 스크린도어가 설치되었다. 1995년 11월 15일 왕십리(성동구청)~상일동역 구간 개통으로 운행을 시작하였으며, 1996년 12월 30일까지 서울 지하철 5호선의 전 구간을 개통한 후에 2020년 8월 8일에 하남선 구간인 상일동역 ~ 하남풍산역 구간이, 2021년 3월 27일에 강일역과 하남풍산역 ~ 하남검단산역 구간이 개통되었다.

## 연혁
- 1990년 6월 27일 : 지하철 5호선 착공
- 1995년 11월 15일 : 왕십리역 ~ 상일동역 구간 개통
- 1996년 3월 20일 : 방화역 ~ 까치산역 구간 개통 (마곡역 제외)
- 1996년 3월 30일 : 강동역 ~ 마천역 구간 개통
- 1996년 8월 12일 : 까치산역 ~ 여의도역 구간 개통
- 1996년 12월 30일 : 여의도역 ~ 왕십리역 구간 개통[1]
- 1997년 3월 26일 : 역명을 광희문역에서 청구역으로 변경
- 2008년 6월 20일 : 마곡역 개통
- 2009년 10월 29일 : 역명을 동대문운동장역에서 동대문역사문화공원역으로 변경[2]
- 2020년 8월 8일 : 하남선 상일동역 ~ 하남풍산역 (강일역 제외) 개통
- 2021년 3월 27일 : 하남선 강일역, 하남풍산역 ~ 하남검단산역 구간 개통
- 2023년 7월 1일 : 김포공항역 수도권 전철 서해선 환승 개통

## 개요
지하철 사각지대인 서울 강서 ~ 도심 ~ 강동, 마천지역을 동서로 연결하여 시내 각 지역으로의 접근도를 향상키기고 도심교통 수요를 외곽으로 분산하는 방사형 노선으로 지하철 수혜에서 소외된 강서, 고덕, 마천 등에서 도심근접을 40분 이내로 가능하게 함을 목적으로 건설되었다.
차량기지를 제외한 전 구간이 지하이며, 한강은 교량이 아니라 하저터널을 통해 건넌다.
하저 터널은 당시 기술력으로는 광폭 터널을 만들기 어려웠으므로 상·하행선이 구분되어 있는 단선 쌍굴 형태로 한강 수심보다 약 25 m 정도 더 깊은 곳에 위치한다.
대한민국 도시철도 최초로 전자동 무인운전과 1인 승무제를 도입한 노선이기도 하다.

## 운영

### 열차 운행
이 노선은 방화행, 하남검단산행, 마천행 등이 주를 이루며, 영업 운행하는 모든 열차가 각 역에 정차한다.
방화~하남검단산 구간과 방화~마천 구간을 왕복 운행한 열차가 기본을 이루며, 두 계통의 열차는 방화~강동 구간을 같은 선로로 운행하고 강동역 이동 구간은 각 방면의 Y자 선로를 별개로 사용한다.

## 차량
- 서울교통공사 5000호대 전동차

경정비는 고덕차량사업소하고 방화차량사업소에서, 중정비는 고덕차량사업소에서만 시행한다.

## 운임
수도권 전철에 속한 다른 노선들과 같은 운임 체계를 사용하며, 환승 통로를 이용하여 수도권 전철에 속하는 다른 노선으로 갈아탈 때 별도로 추가되는 요금은 없다.
승차할 때는 자동 발매기에서 구입한 승차권이나 교통카드(T-Money 등), 교통 카드의 기능이 탑재되어 있는 일부 신용카드를 사용할 수 있으며, 수도권 전철 내의 다른 역에서 발매된 승차권이라도 역시 사용할 수 있다.
수도권 통합 요금제의 적용을 받으며, 서울특별시·경기도·인천광역시 버스(경기도 시외버스, 김포공항·인천공항 리무진 제외)에서 갈아탈 때는 기본 운임이 면제·할인된다.

## 역 번호
기점인 방화역의 510부터 시작하여 종점인 하남검단산역의 558에서 끝난다.
지선에 해당하는 구간의 역번호는 개통 초기 본선의 마지막 역이었던 상일동역의 553부터 매겨 554~560번까지 부여되었다.
그러나 둔촌동역부터 이어지는 역들이 상일동역 뒤에 연결되는 역으로 오인될 소지가 있으므로 현재는 한국철도공사가 수도권 전철 1호선의 번호를 매기는 방식을 따라 강동역 이후 본선에서 갈라지는 분기선이라는 의미에서 Point의 첫 글자인 P를 맨 앞에 붙이고 강동역의 역번호(548)로부터 번호를 매긴 P549~P555의 번호를 사용한다.

## 연결선
까치산역 ~ 신정역 구간에 서울 지하철 2호선 신정지선하고의 연결선이, 방이 ~ 오금역 구간에 서울 지하철 8호선 가락시장역하고의 연결선이 각각 설치되어 있다.
까치산역 연결선은 서울교통공사 5000호대 전동차 일부를 반입할 때에 사용되었으며, 방이역 연결선은 서울교통공사 8000호대 전동차의 반입에 사용되었으며, 현재는 서울교통공사 8000호대 전동차가 고덕차량사업소에서 중검수를 받기 위하여 이동할 때에 사용된다.

## 역 목록

### 본선
| 노선                   | 역 번호 | 역명               | 역명                              | 역명               | 접속 노선                                                                      | 역간 거리 | 누적 거리 | 소재지     | 소재지   |
| 노선                   | 역 번호 | 한글               | 로마자                            | 한자               | 접속 노선                                                                      | 역간 거리 | 누적 거리 | 소재지     | 소재지   |
| ---------------------- | ------- | ------------------ | --------------------------------- | ------------------ | ------------------------------------------------------------------------------ | --------- | --------- | ---------- | -------- |
| 서 울 지 하 철 5 호 선 | 510     | 방화               | Banghwa                           | 傍花               |                                                                                | 0.0       | 0.0       | 서울특별시 | 강서구   |
| 서 울 지 하 철 5 호 선 | 511     | 개화산             | Gaehwasan                         | 開花山             |                                                                                | 0.9       | 0.9       | 서울특별시 | 강서구   |
| 서 울 지 하 철 5 호 선 | 512     | 김포공항           | Gimpo Int'l Airport               | 金浦空港           | ● 서울 지하철 9호선 ● 인천국제공항철도 ● 김포 도시철도 ● 수도권 전철 서해선    | 1.2       | 2.1       | 서울특별시 | 강서구   |
| 서 울 지 하 철 5 호 선 | 513     | 송정               | Songjeong                         | 松亭               |                                                                                | 1.2       | 3.3       | 서울특별시 | 강서구   |
| 서 울 지 하 철 5 호 선 | 514     | 마곡               | Magok                             | 麻谷               |                                                                                | 1.1       | 4.4       | 서울특별시 | 강서구   |
| 서 울 지 하 철 5 호 선 | 515     | 발산               | Balsan                            | 鉢山               |                                                                                | 1.2       | 5.6       | 서울특별시 | 강서구   |
| 서 울 지 하 철 5 호 선 | 516     | 우장산             | Ujangsan                          | 雨裝山             |                                                                                | 1.1       | 6.7       | 서울특별시 | 강서구   |
| 서 울 지 하 철 5 호 선 | 517     | 화곡               | Hwagok                            | 禾谷               |                                                                                | 1.0       | 7.7       | 서울특별시 | 강서구   |
| 서 울 지 하 철 5 호 선 | 518     | 까치산             | Kkachisan                         | 까치山             | ● 서울 지하철 2호선 (신정지선)                                                 | 1.2       | 8.9       | 서울특별시 | 강서구   |
| 서 울 지 하 철 5 호 선 | 519     | 신정               | Sinjeong                          | 新亭               |                                                                                | 1.3       | 10.2      | 서울특별시 | 양천구   |
| 서 울 지 하 철 5 호 선 | 520     | 목동               | Mok-dong                          | 木洞               |                                                                                | 0.8       | 11.0      | 서울특별시 | 양천구   |
| 서 울 지 하 철 5 호 선 | 521     | 오목교             | Omokgyo                           | 梧木橋             |                                                                                | 0.9       | 11.9      | 서울특별시 | 양천구   |
| 서 울 지 하 철 5 호 선 | 522     | 양평               | Yangpyeong                        | 楊坪               |                                                                                | 1.1       | 13.0      | 서울특별시 | 영등포구 |
| 서 울 지 하 철 5 호 선 | 523     | 영등포구청         | Yeongdeungpo-gu Office            | 永登浦區廳         | ● 서울 지하철 2호선                                                            | 0.8       | 13.8      | 서울특별시 | 영등포구 |
| 서 울 지 하 철 5 호 선 | 524     | 영등포시장         | Yeongdeungpo Market               | 永登浦市場         |                                                                                | 0.9       | 14.7      | 서울특별시 | 영등포구 |
| 서 울 지 하 철 5 호 선 | 525     | 신길               | Singil                            | 新吉               | ● 수도권 전철 1호선                                                            | 1.1       | 15.8      | 서울특별시 | 영등포구 |
| 서 울 지 하 철 5 호 선 | 526     | 여의도             | Yeouido                           | 汝矣島             | ● 서울 지하철 9호선                                                            | 1.0       | 16.8      | 서울특별시 | 영등포구 |
| 서 울 지 하 철 5 호 선 | 527     | 여의나루           | Yeouinaru                         | 汝矣나루           |                                                                                | 1.0       | 17.8      | 서울특별시 | 영등포구 |
| 서 울 지 하 철 5 호 선 | 528     | 마포               | Mapo                              | 麻浦               |                                                                                | 1.8       | 19.6      | 서울특별시 | 마포구   |
| 서 울 지 하 철 5 호 선 | 529     | 공덕               | Gongdeok                          | 孔德               | ● 서울 지하철 6호선 ● 인천국제공항철도 ● 수도권 전철 경의·중앙선               | 0.8       | 20.4      | 서울특별시 | 마포구   |
| 서 울 지 하 철 5 호 선 | 530     | 애오개             | Aeogae                            | 빈칸               |                                                                                | 1.1       | 21.5      | 서울특별시 | 마포구   |
| 서 울 지 하 철 5 호 선 | 531     | 충정로             | Chungjeongno                      | 忠正路             | ● 서울 지하철 2호선                                                            | 0.9       | 22.4      | 서울특별시 | 서대문구 |
| 서 울 지 하 철 5 호 선 | 532     | 서대문             | Seodaemun                         | 西大門             |                                                                                | 0.7       | 23.1      | 서울특별시 | 종로구   |
| 서 울 지 하 철 5 호 선 | 533     | 광화문             | Gwanghwamun                       | 光化門             |                                                                                | 1.1       | 24.2      | 서울특별시 | 종로구   |
| 서 울 지 하 철 5 호 선 | 534     | 종로3가            | Jongno 3(sam)-ga                  | 鍾路3街            | ● 수도권 전철 1호선 ● 수도권 전철 3호선                                        | 1.2       | 25.4      | 서울특별시 | 종로구   |
| 서 울 지 하 철 5 호 선 | 535     | 을지로4가          | Euljiro 4(sa)-ga                  | 乙支路4街          | ● 서울 지하철 2호선                                                            | 1.0       | 26.4      | 서울특별시 | 중구     |
| 서 울 지 하 철 5 호 선 | 536     | 동대문역사문화공원 | Dongdaemun History & Culture Park | 東大門歷史文化公園 | ● 서울 지하철 2호선 ● 수도권 전철 4호선                                        | 0.9       | 27.3      | 서울특별시 | 중구     |
| 서 울 지 하 철 5 호 선 | 537     | 청구               | Cheonggu                          | 靑丘               | ● 서울 지하철 6호선                                                            | 0.9       | 28.2      | 서울특별시 | 중구     |
| 서 울 지 하 철 5 호 선 | 538     | 신금호             | Singeumho                         | 新金湖             |                                                                                | 0.9       | 29.1      | 서울특별시 | 성동구   |
| 서 울 지 하 철 5 호 선 | 539     | 행당               | Haengdang                         | 杏堂               |                                                                                | 0.8       | 29.9      | 서울특별시 | 성동구   |
| 서 울 지 하 철 5 호 선 | 540     | 왕십리             | Wangsimni                         | 往十里             | ● 서울 지하철 2호선 ● 수도권 전철 경의·중앙선 ● 수도권 전철 수인·분당선 경원선 | 0.9       | 30.8      | 서울특별시 | 성동구   |
| 서 울 지 하 철 5 호 선 | 541     | 마장               | Majang                            | 馬場               |                                                                                | 0.7       | 31.5      | 서울특별시 | 성동구   |
| 서 울 지 하 철 5 호 선 | 542     | 답십리             | Dapsimni                          | 踏十里             |                                                                                | 1.0       | 32.5      | 서울특별시 | 동대문구 |
| 서 울 지 하 철 5 호 선 | 543     | 장한평             | Janghanpyeong                     | 長漢坪             |                                                                                | 1.2       | 33.7      | 서울특별시 | 동대문구 |
| 서 울 지 하 철 5 호 선 | 544     | 군자               | Gunja                             | 君子               | ● 서울 지하철 7호선                                                            | 1.5       | 35.2      | 서울특별시 | 광진구   |
| 서 울 지 하 철 5 호 선 | 545     | 아차산             | Achasan                           | 峨嵯山             |                                                                                | 1.0       | 36.2      | 서울특별시 | 광진구   |
| 서 울 지 하 철 5 호 선 | 546     | 광나루             | Gangnaru                          | 廣나루             |                                                                                | 1.5       | 37.7      | 서울특별시 | 광진구   |
| 서 울 지 하 철 5 호 선 | 547     | 천호               | Cheonho                           | 千戶               | ● 수도권 전철 8호선                                                            | 2.0       | 39.7      | 서울특별시 | 강동구   |
| 서 울 지 하 철 5 호 선 | 548     | 강동               | Gangdong                          | 江東               | ● 수도권 전철 5호선 (마천행)                                                   | 0.8       | 40.5      | 서울특별시 | 강동구   |
| 서 울 지 하 철 5 호 선 | 549     | 길동               | Gil-dong                          | 吉洞               |                                                                                | 0.9       | 41.4      | 서울특별시 | 강동구   |
| 서 울 지 하 철 5 호 선 | 550     | 굽은다리           | Gubeundari                        | 굽은다리           |                                                                                | 0.8       | 42.2      | 서울특별시 | 강동구   |
| 서 울 지 하 철 5 호 선 | 551     | 명일               | Myeongil                          | 明逸               |                                                                                | 0.7       | 42.9      | 서울특별시 | 강동구   |
| 서 울 지 하 철 5 호 선 | 552     | 고덕               | Godeok                            | 高德               |                                                                                | 1.2       | 44.1      | 서울특별시 | 강동구   |
| 서 울 지 하 철 5 호 선 | 553     | 상일동             | Sangil-dong                       | 上一洞             |                                                                                | 1.1       | 45.2      | 서울특별시 | 강동구   |
| 하 남 선               | 554     | 강일               | Gangil                            | 江一               |                                                                                | 0.7       | 45.9      | 서울특별시 | 강동구   |
| 하 남 선               | 555     | 미사               | Misa                              | 渼沙               |                                                                                | 1.7       | 47.6      | 경기도     | 하남시   |
| 하 남 선               | 556     | 하남풍산           | Hanam Pungsan                     | 河南豊山           |                                                                                | 2.0       | 49.6      | 경기도     | 하남시   |
| 하 남 선               | 557     | 하남시청           | Hanam City Hall                   | 河南市廳           |                                                                                | 1.4       | 51.0      | 경기도     | 하남시   |
| 하 남 선               | 558     | 하남검단산         | Hanam Geomdansan                  | 河南黔丹山         |                                                                                | 1.6       | 52.6      | 경기도     | 하남시   |

### 마천지선
| 노선        | 역 번호 | 역명       | 역명         | 역명       | 접속 노선                          | 역간 거리 | 누적 거리 | 소재지     | 소재지 |
| 노선        | 역 번호 | 한글       | 로마자       | 한자       | 접속 노선                          | 역간 거리 | 누적 거리 | 소재지     | 소재지 |
| ----------- | ------- | ---------- | ------------ | ---------- | ---------------------------------- | --------- | --------- | ---------- | ------ |
| 마 천 지 선 | 548     | 강동       | Gangdong     | 江東       | ● 수도권 전철 5호선 (하남검단산행) | -         | 0.0       | 서울특별시 | 강동구 |
| 마 천 지 선 | P549    | 둔촌동     | Dunchon-dong | 遁村洞     |                                    | 1.2       | 1.2       | 서울특별시 | 강동구 |
| 마 천 지 선 | P550    | 올림픽공원 | Olympic Park | 올림픽公園 | ● 서울 지하철 9호선                | 1.4       | 2.6       | 서울특별시 | 송파구 |
| 마 천 지 선 | P551    | 방이       | Bangi        | 芳荑       |                                    | 0.9       | 3.5       | 서울특별시 | 송파구 |
| 마 천 지 선 | P552    | 오금       | Ogeum        | 梧琴       | ● 수도권 전철 3호선                | 0.9       | 4.4       | 서울특별시 | 송파구 |
| 마 천 지 선 | P553    | 개롱       | Gaerong      | 開籠       |                                    | 0.9       | 5.3       | 서울특별시 | 송파구 |
| 마 천 지 선 | P554    | 거여       | Geoyeo       | 巨餘       |                                    | 0.9       | 6.2       | 서울특별시 | 송파구 |
| 마 천 지 선 | P555    | 마천       | Macheon      | 馬川       |                                    | 0.9       | 7.1       | 서울특별시 | 송파구 |

## 이용객 변동
| 구분   | 일평균 인원수 (명/일) | 일평균 인원수 (명/일) | 일평균 인원수 (명/일) | 일평균 인원수 (명/일) | 일평균 인원수 (명/일) | 일평균 인원수 (명/일) | 일평균 인원수 (명/일) | 일평균 인원수 (명/일) | 일평균 인원수 (명/일) | 일평균 인원수 (명/일) | 각주  |
| 구분   | 2000년                | 2001년                | 2002년                | 2003년                | 2004년                | 2005년                | 2006년                | 2007년                | 2008년                | 2009년                | 각주  |
| ------ | --------------------- | --------------------- | --------------------- | --------------------- | --------------------- | --------------------- | --------------------- | --------------------- | --------------------- | --------------------- | ----- |
| 승차   | 557,484               | 590,241               | 595,014               | 607,865               | 602,759               | 598,762               | 590,453               | 585,902               | 588,617               | 577,079               | [ 3 ] |
| 하차   | 544,275               | 570,148               | 575,805               | 588,197               | 575,851               | 585,605               | 577,424               | 575,203               | 578,404               | 569,859               | [ 3 ] |
| 승하차 | 1,101,759             | 1,160,389             | 1,170,819             | 1,196,063             | 1,178,610             | 1,184,368             | 1,167,877             | 1,161,106             | 1,167,021             | 1,146,938             | [ 3 ] |
| 구분   | 2010년                | 2011년                | 2012년                | 2013년                | 2014년                | 2015년                | 2016년                | 2017년                | 2018년                | 2019년                | [ 3 ] |
| 승차   | 580,602               | 587,151               | 595,776               | 599,870               | 606,005               | 599,429               | 597,045               | 597,153               | 602,825               | 611,467               | [ 3 ] |
| 하차   | 573,187               | 581,130               | 590,937               | 594,930               | 600,490               | 593,959               | 592,122               | 592,021               | 593,993               | 605,104               | [ 3 ] |
| 승하차 | 1,153,789             | 1,168,282             | 1,186,714             | 1,194,800             | 1,206,495             | 1,193,388             | 1,189,167             | 1,189,174             | 1,198,818             | 1,216,571             | [ 3 ] |

## 같이 보기
- 서울교통공사
- 수도권 전철